# NGC 6983
NGC 6983 is een spiraalvormig sterrenstelsel in het sterrenbeeld Microscoop. Het hemelobject werd op 2 september 1836 ontdekt door de Britse astronoom John Herschel.

## Synoniemen
- ESO 286-14
- MCG -7-43-4
- IRAS 20533-4410
- PGC 65759